# Prawat Nagvajara
Prawat Nagvajara (taj. ประวัติ นาควัชระ, ur. 1 grudnia 1958 w Bangkoku) – tajlandzki profesor i biegacz narciarski, dwukrotny olimpijczyk (w 2002 i w 2006). Pierwszy reprezentant swojego kraju na zimowych igrzyskach.

## Życiorys
Nagvajara dorastał w Bangkoku. Po raz pierwszy śnieg zobaczył w wieku 17 lat i postanowił zostać narciarzem. Gdy był nastolatkiem grał na keyboardzie w miejscowym zespole rockowym. Obecnie (2011) jest wykładowcą elektrotechniki na pensylwańskim Drexel University. W USA ożenił się z Giną.

### Przebieg kariery
2 kwietnia 2001 po raz pierwszy wziął udział w zawodach FIS, zajmując 35. miejsce w Sun Valley (10 km stylem dowolnym). Następnie w szwajcarskim Goms uzyskał 103. pozycję.
Dzięki wzięciu udziału w tych międzynarodowych zawodach FIS i przekonaniu Tajskiego Komitetu Olimpijskiego do poparcia jego startu, zyskał możliwość udziału w Zimowych Igrzyskach Olimpijskich 2002 w Salt Lake City, gdzie pojechał jako 43-latek.
Jego niebieski kombinezon narciarski z wyhaftowanym srebrną nicią napisem „Thailand” zrobiono za darmo w miejscowej firmie dwa dni przed rozpoczęciem igrzysk. Swoje narty kupił w 1999, a bułgarski zespół biathlonowy wywoskował mu narty w ramach przysługi. Jego trener, bułgarski biathlonista, udzielał mu wskazówek przez telefon, ponieważ przebywał wówczas w Vermont.
Podczas sprintu zajął 67. miejsce z czasem 4:14.55. Następnie wziął udział w biegu masowym techniką dowolną na 30 km, jednak nie dobiegł do jego mety. Na pierwszym punkcie pomiaru czasu był 75. Słaby wynik wytłumaczył brakiem pieniędzy na sprzęt.
Po olimpiadzie wziął udział w kilku zawodach, w tym w Ōwani w Japonii, a także w mistrzostwach USA, gdzie zajął ostatnie, 116. miejsce w biegu na 10 km stylem dowolnym.
W wieku 47 lat pojechał na Zimowe Igrzyska Olimpijskie 2006 w Turynie, gdzie wystartował w biegu na 15 km techniką klasyczną. Dobiegł do metę jako ostatni, tracąc prawie pół godziny do zwycięzcy.
Następnie przez pięć lat nie brał udział w międzynarodowych zawodach, by powrócić w marcu 2011 na trzy biegi w Craftsbury. Zajął wówczas 25. miejsce w biegu na 3 km stylem klasycznym i w biegu na dochodzenie 15 km stylem mieszanym, a także 20. pozycję w biegu na dochodzenie 20 km stylem dowolnym.

## Wyniki olimpijskie
| Igrzyska            | Konkurencja                           | Czas      | Wynik |
| ------------------- | ------------------------------------- | --------- | ----- |
| Salt Lake City 2002 | Sprint mężczyzn                       | 4:14.55   | 67.   |
| Salt Lake City 2002 | Bieg masowy na 30 km techniką dowolną | -         | DNF   |
| Turyn 2006          | Bieg na 15 km techniką klasyczną      | 1-07:15.9 | 96.   |